# Обратная функция

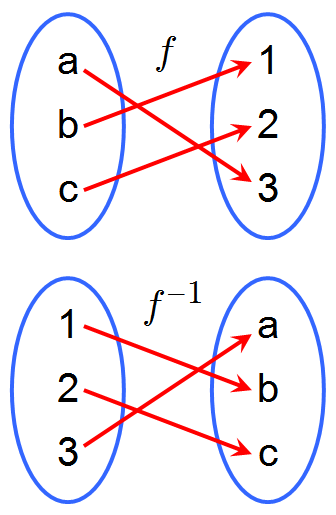
Функция и обратная ей функция. Если, то

Обра́тная фу́нкция — функция, обращающая зависимость, выражаемую данной функцией. Например, если функция от x даёт y, то обратная ей функция от y даёт x. Обратная функция функции {\displaystyle f} обычно обозначается {\displaystyle f^{-1}}, иногда также используется обозначение {\displaystyle f^{\mathrm {inv} }}.
Функция, имеющая обратную, называется обратимой.

## Определение
Функция {\displaystyle g:Y\to X} называется обратной к функции {\displaystyle f:X\to Y}, если выполнены следующие тождества:
- {\displaystyle f(g(y))=y} для всех {\displaystyle y\in Y;}
- {\displaystyle g(f(x))=x} для всех {\displaystyle x\in X.}

## Связанные определения
- Функция {\displaystyle g:Y\to X} называется левой обратной к функции {\displaystyle f:X\to Y}, если {\displaystyle g(f(x))=x} для всех {\displaystyle x\in X}.
- Функция {\displaystyle g:Y\to X} называется правой обратной к функции {\displaystyle f:X\to Y}, если {\displaystyle f(g(y))=y} для всех {\displaystyle y\in Y}[1].

## Существование
Чтобы найти обратную функцию, нужно решить уравнение {\displaystyle y=f(x)} относительно {\displaystyle x}. Если оно имеет более чем один корень, то функции, обратной к {\displaystyle f} не существует. Таким образом, функция {\displaystyle f(x)} обратима на интервале {\displaystyle (a;b)} тогда и только тогда, когда на этом интервале она взаимно-однозначна.
Для непрерывной функции {\displaystyle F(y)} выразить {\displaystyle y} из уравнения {\displaystyle x-F(y)=0} возможно в том и только том случае, когда функция {\displaystyle F(y)} строго монотонна (см. теорема о неявной функции). Тем не менее, непрерывную функцию всегда можно обратить на промежутках её строгой монотонности. Например, {\displaystyle {\sqrt {x}}} является обратной функцией к {\displaystyle x^{2}} на {\displaystyle [0,+\infty )}, хотя на промежутке {\displaystyle (-\infty ,0]} обратная функция другая: {\displaystyle -{\sqrt {x}}}.
Для существования обратной функции не являются необходимыми ни непрерывность, ни монотонность исходной функции. Пример: функция {\displaystyle y=x+D(x),} где {\displaystyle D(x)} — функция Дирихле, разрывна и не монотонна, однако обратная для неё существует: {\displaystyle x=y-D(y).}

## Примеры
- Если {\displaystyle F:\mathbb {R} \to \mathbb {R} _{+},\;F(x)=a^{x}}, где {\displaystyle a>0,a\neq 1,} то {\displaystyle F^{-1}(x)=\log _{a}x.}
- Если {\displaystyle F(x)=ax+b,\;x\in \mathbb {R} }, где {\displaystyle a,b\in \mathbb {R} } фиксированные постоянные и {\displaystyle a\neq 0}, то {\displaystyle F^{-1}(x)={\frac {x-b}{a}}.}
- Если {\displaystyle F(x)=x^{n},x\geq 0,n\in \mathbb {Z} }, то {\displaystyle F^{-1}(x)={\sqrt[{n}]{x}}.}

## Свойства

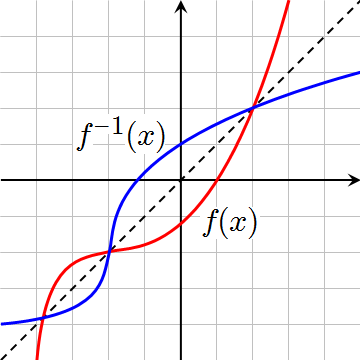
Графики функции и обратной ей

- Областью определения {\displaystyle F^{-1}} является множество {\displaystyle Y}, а областью значений — множество {\displaystyle X}.
- По построению имеем:

{\displaystyle y=F(x)\Leftrightarrow x=F^{-1}(y)}
или
{\displaystyle F\left(F^{-1}(y)\right)=y,\;\forall y\in Y},
{\displaystyle F^{-1}(F(x))=x,\;\forall x\in X},
или короче
{\displaystyle F\circ F^{-1}=\mathrm {id} _{Y}},
{\displaystyle F^{-1}\circ F=\mathrm {id} _{X}},
где {\displaystyle \circ } означает композицию функций, а {\displaystyle \mathrm {id} _{X},\mathrm {id} _{Y}} — тождественные отображения на {\displaystyle X} и {\displaystyle Y} соответственно.
- Такое отображение {\displaystyle G\colon \,Y\to X}, что {\displaystyle F\circ G=\mathrm {id} _{Y}} («обратное справа»), называется сечением отображения {\displaystyle F}.

- Функция {\displaystyle F} является обратной к {\displaystyle F^{-1}}:

{\displaystyle \left(F^{-1}\right)^{-1}=F}.
- Пусть {\displaystyle F:X\subset \mathbb {R} \to Y\subset \mathbb {R} } — биекция. Пусть {\displaystyle F^{-1}:Y\to X} её обратная функция. Тогда графики функций {\displaystyle y=F(x)} и {\displaystyle y=F^{-1}(x)} симметричны относительно прямой {\displaystyle y=x}.
- Также, если у функции {\displaystyle f(x)} есть обратная ей {\displaystyle f^{-1}(x)}, то графики этих функций будут симметричны относительно линии {\displaystyle y=x}.

Теорема. Композиция любых двух обратимых функций является обратимой функцией, то есть {\displaystyle {\left(f\circ g\right)}^{-1}=g^{-1}\circ f^{-1}}.
| Доказательство |
| --- |
| Поскольку {\displaystyle \alpha \circ {\alpha }^{-1}={\alpha }^{-1}\circ \alpha =e} и {\displaystyle \alpha \circ e=e\circ \alpha =\alpha } для любой обратимой функции {\displaystyle \alpha }, где {\displaystyle e} — тождественное преобразование, то можно записать следующие равенства. Имеем: {\displaystyle e=e\Longleftrightarrow e=f\circ f^{-1}\Longleftrightarrow e=f\circ g\circ g^{-1}\circ f^{-1}\Longleftrightarrow e=\left(f\circ g\right)\circ \left(g^{-1}\circ f^{-1}\right).} Подействуем слева функцией {\displaystyle {\left(f\circ g\right)}^{-1}} и получим: {\displaystyle {\left(f\circ g\right)}^{-1}\circ \mid e=\left(f\circ g\right)\circ \left(g^{-1}\circ f^{-1}\right)\Longleftrightarrow {\left(f\circ g\right)}^{-1}\circ e={\left(f\circ g\right)}^{-1}\circ \left(f\circ g\right)\circ \left(g^{-1}\circ f^{-1}\right)\Longleftrightarrow {\left(f\circ g\right)}^{-1}=e\circ \left(g^{-1}\circ f^{-1}\right)\Longleftrightarrow {\left(f\circ g\right)}^{-1}=g^{-1}\circ f^{-1}.} Теорема доказана. |

Это утверждение легко запомнить так: «Пиджак надевают после рубашки, а снимают раньше».

## Разложение в степенной ряд
Обратная функция аналитической в некоторой окрестности точки {\displaystyle x_{0}} функции может быть представлена в виде степенного ряда:
{\displaystyle f^{-1}(y)=\sum _{k=0}^{\infty }A_{k}(x_{0}){\frac {(y-f(x_{0}))^{k}}{k!}},}
где функции {\displaystyle A_{k}} задаются рекурсивной формулой:
{\displaystyle A_{n}(x)={\begin{cases}x\;,\;n=0\\{\frac {A_{n-1}'(x)}{f'(x)}}\;,\;n>0\end{cases}}}